# Moor Town
Moor Town var en civil parish från 1866 till 1935 då den blev en del av Brandesburton, i grevskapet East Riding of Yorkshire, i England. Civil parish var belägen 13 km från Beverley och hade 17 invånare år 1931.